# Wolfgang Ernst I. von Isenburg-Büdingen

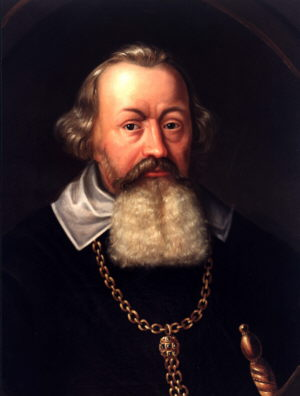
Graf Wolfgang Ernst I. von Isenburg-Büdingen

Graf Wolfgang Ernst I. von Isenburg-Büdingen in Birstein (* 29. Dezember 1560 in Schloss Birstein; † 21. Mai 1633 ebenda) war Graf von Isenburg und Burggraf von Gelnhausen. Gut 70 Jahre nachdem Graf Anton von Isenburg-Büdingen zu Ronneburg sich 1526 der Reformation angeschlossen hatte, begründete Wolfgang-Ernst I. die Reformierte Kirche in der Grafschaft Isenburg.

## Leben, Familie
Wolfgang Ernst I. von Isenburg-Büdingen stammte aus der jüngeren Birsteiner Linie und war das älteste von 10 Kindern des Grafen Philipp II. von Isenburg-Büdingen (23. Mai 1526–5. April 1596) und dessen Gemahlin Irmgard zu Solms-Braunfels (1536–1577). Er wuchs in Birstein und Büdingen auf. Durch sein Studium in Straßburg erwarb er eine „umfassende gelehrte Bildung und eine solide Kenntnis der lateinischen Sprache“. Danach verbrachte er einige Jahre am Hofe des Fürsten Georg Ernst von Henneberg zu, vermutlich bis zu dessen Tod (27. Dezember 1583).
Wolfgang Ernst I. heiratete vier Mal:
- am 26. September 1585 in Birstein Anna (Katharina) von Gleichen-Remda († 3. März 1598). Mit ihr hatte er 8 Kinder, darunter Wolfgang Heinrich von Isenburg-Birstein (20. Oktober 1588–27. Februar 1635), Anna Amalie zu Isenburg-Büdingen (3. Oktober 1591, Birstein–16. November 1667, Bentheim), Philipp Ludwig I. von Isenburg-Büdingen (8. September 1593–22. November 1616, b. Braunschweig), Philipp Ernst von Isenburg-Büdingen-Birstein (17. Januar 1595–17. August 1635) und Wilhelm Otto von Isenburg-Büdingen-Birstein (6. November 1597–19. April 1667)
- am 16. April 1603 Elisabeth von Nassau-Dillenburg (24. Januar 1564–5. Mai 1611). Aus dieser Ehe ging ein Sohn hervor, der früh verstarb.
- am 19. April 1616 in Hachenburg, Juliane zu Sayn-Wittgenstein (26. Februar 1583–8. Februar 1627). Mit ihr hatte er 4 Kinder, darunter Ludwig Arnold von Isenburg-Büdingen (9. Juli 1616–18. September 1662, Wächtersbach) und Johann Ernst I. von Isenburg-Büdingen (21. Juni 1625–8. Oktober 1673)
- am 24. Juni 1628 (morganatisch) mit Sabine von Salfeld († 1635, Hanau). Aus dieser Ehe gingen keine Kinder hervor.

Er starb am 21. Mai 1633 in Birstein und wurde im Chor der Marienkirche in Büdingen beigesetzt.

## Wirken
Ab 1592 wurde Wolfgang Ernst I. von Isenburg-Büdingen von seinem Vater zum Mitregenten bestimmt. Nach dem Tode seines Vaters, am 5. April 1596, folgte er ihm in der Regierung nach.
Schon früh wurde er für das reformierte Religionsbekenntnis gewonnen, das einen tiefgehenden Einfluss auf sein ganzes Leben behielt. Er versuchte daher so bald wie möglich das bisherige lutherische Bekenntnis in seinem Lande durch das reformierte zu ersetzen. Dabei stieß er zunächst allenthalben auf Widerstand, dem er mit Entschlossenheit entgegentrat
Wolfgang Ernst war ein eifriger und geschickter Verwalter seiner Grafschaft. Bereits 1598 hatte er eine Kirchenordnung herausgegeben, die sich an die kurpfälzische anlehnte. Es folgten 1608 eine Kanzlei-, eine Konsistorial- und eine Kammerordnung. Seine Almosen- und die Büdinger Waldordnung von 1609 zeigen starke soziale Züge. „Eine lange Reihe von Jahren führte er das Präsidium des wetterauischen Grafenvereines mit seltenem Geschick und mit Umsicht“. Er erneuerte und erweiterte die Lateinschule in Büdingen und stattete sie finanziell solide aus
Der Beginn des Dreißigjährigen Krieges bedeutete eine Wende für seine Grafenschaft. Seine neutrale und kaisertreue Haltung wurde nicht nur im Grafenkolleg, sondern auch in seiner eigenen Familie nicht geteilt. Die Parteinahme seines ältesten Sohnes Wolfgang Heinrich, gegen seinen Willen, auf Seiten der Protestantischen Union brachte ihm viel Ärger und eine Prozessflut ein.
Wolfgang Ernst I. von Isenburg-Büdingen war der letzte, der die Gesamtgrafschaft regierte. Am 1. April 1628 trat er, auf Drängen seiner Söhne und Enkel, die Regierung an sie ab. Zuvor hatte er im Brüdervertrag von 1617 und in seinen Testamenten vom 27. Oktober 1597 und von 1621 „Bestimmung getroffen, dass seine Kinder und Enkel bei der reformierten Religion verbleiben und dieselbe in ihren Herrschaften erhalten sollten“ und wie die Aufteilung des Erbes erfolgen sollte. Da die Erben von Wolfgang Ernst aus dreien seiner verschiedenen Ehen hervorgingen, brach, entgegen den testamentarischen Vorkehrungen, bald Streit aus. Dadurch entstanden fünf Linien, in die die Gesamtgrafschaft geteilt wurde. Er selbst „zog mit den beiden jüngsten Söhnen, Ludwig Arnold und Johann Ernst in das Wächtersbacher Schloss“.

## Nachwirkung
Das Gymnasium in Büdingen wurde 1601 als Lateinschule von Graf Wolfgang-Ernst von Isenburg gegründet und trägt, in Erinnerung an seinen Begründer, heute dessen Namen.